# Richard Ernst Moser
Richard Ernst Moser (* 13. Mai 1885 in Hamburg; † 5. April 1967 ebenda) war ein Hamburger Kaufmann, der posthum am 11. Juni 2002 wegen seiner Rettung seines jüdischen Mitarbeiters Wilhelm Bernstein und seines Schwagers Philipp Rappaport als einer der Gerechten unter den Völkern ausgezeichnet wurde.

## Leben
Nach Schulabschluss mit Reifezeugnis zum sog. Einjährig-Freiwilligen, Studienaufenthalt in Turin und einjährigem Wehrdienst in Berlin, den er als Leutnant beendete, machte Moser eine Banklehre bei der Vereinsbank in Hamburg, in deren Dienst er anschließend bis 1919 stand. Im Ersten Weltkrieg war er von 1914 bis 1918 Soldat. 1919 gründete er dann eine eigene Import- und Exportfirma „R.E. Moser“ für Früchte, Saatgut und sonstige Lebensmittel mit Sitz in Hamburg. Diese baute er zum international tätigen Großhandelsunternehmen mit 30 Mitarbeitern Anfang der 1930er Jahre aus. Für seinen langjährigen jüdischen Mitarbeiter Wilhelm Bernstein erwirkte er zunächst die KZ-Haftentlassung und ermöglichte ihm später die Auswanderung über Holland nach Amerika. Dessen in Hamburg gebliebene Eltern unterstützte er bis zu deren Deportation materiell.
1927 ließ er sich in Hamburg-Klein-Flottbek von den Hamburger jüdischen Architekten Hans und Oskar Gerson eine Einfamilienvilla errichten. Auf seinem Landgut Vietow, Gemeinde Kogel bei Zarrentin am Schaalsee, in Mecklenburg versteckte er zeitweilig seinen jüdischen Schwager Philipp Rappaport und dessen Familie vor der NS-Verfolgung, so dass sie alle überlebten. Heute lebende Nachkommen Mosers sind u. a. der ehemalige Vorsitzende des Patronats der Fundación Bertelsmann, Dr. Carsten Moser, der Apple Manager Christopher Moser und der Digitalmanager Dr. Julian de Grahl.